# القرامعة

تعديل مصدري - تعديل

القرامعة إحدى حارات مدينة جبلة بمحافظة إب، بلغ تعداد سكانها 2259 نسمة حسب تعداد اليمن لعام 2004.